# Edifício Ely

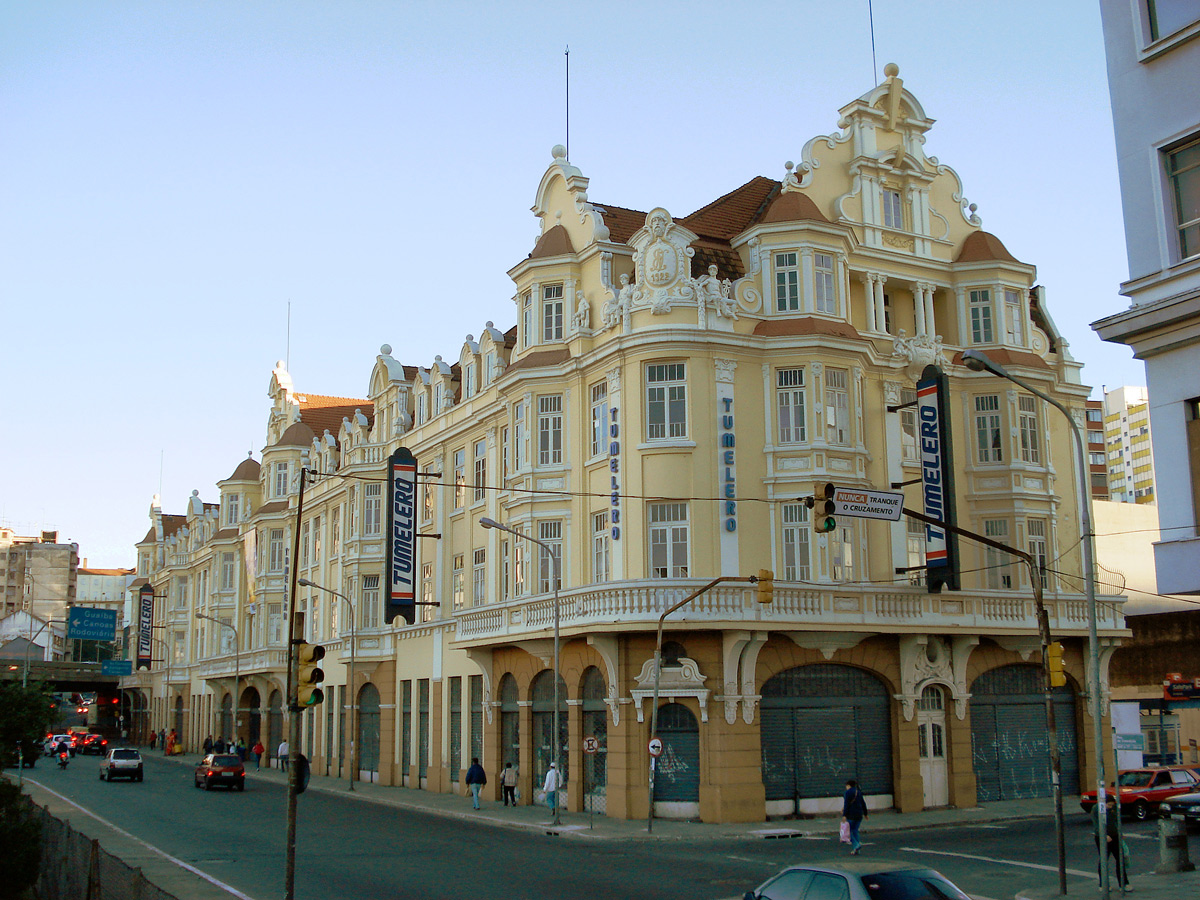
Edifício Ely

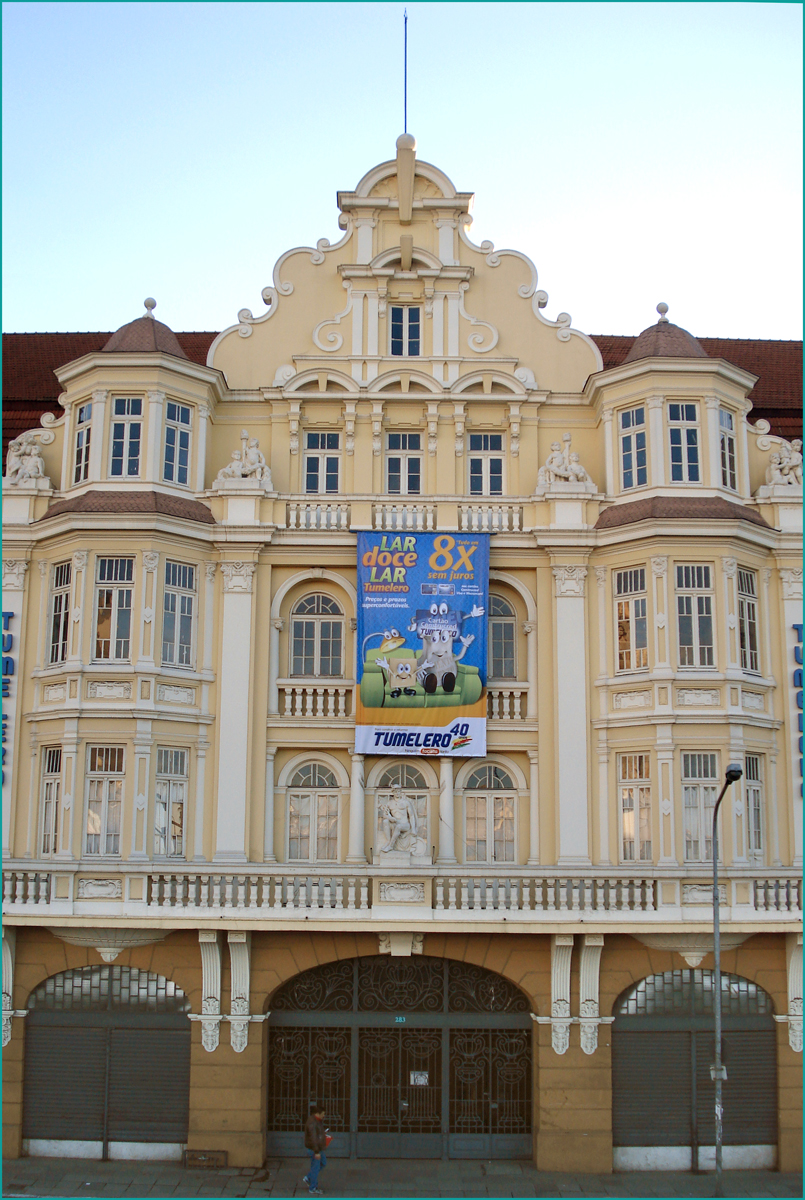
Detalhe da parte central da fachada

O Edifício Ely é um prédio histórico localizado na cidade brasileira de Porto Alegre, capital do Rio Grande do Sul, sendo um patrimônio cultural da cidade.
Localizado na Rua da Conceição nº 283, próximo à rodoviária, foi projetado e construído entre 1922 e 1923 pelo arquiteto alemão-brasileiro Theodor Wiederspahn, para ser uma loja do comerciante Nicolau Ely, que enriqueceu no comércio de tecidos. Originalmente Ely mantinha seu negócio no térreo e os andares superiores eram alugados para escritórios.
Construído em alvenaria em estilo eclético de inspiração germânica, com elementos renascentistas e barrocos, possui cerca de oito mil metros quadrados, distribuídos em quatro andares, e 3.220 metros quadrados de fachada, decorada com abundância de janelas altas e estreitas com delicadas esquadrias, balaustradas, cúpulas, ornamentos, estatuária e grades em ferro forjado, destacando-se um frontão com volutas e uma estátua de Mercúrio sobre a entrada, criada por Alfredo Staege.
Atualmente, abriga a loja centro da Tumelero, uma cadeia de lojas de materiais de construção. Apesar de estar bastante bem conservado, nos últimos anos o prédio tem sofrido com intervenções agressivas em seu entorno, como a construção de um viaduto a escassa distância, que esconde parte da fachada. Ao longo dos anos passou por vários reparos, e em 2012 foi realizada uma revitalização. O secretário municipal da Cultura, Sergius Gonzaga, justificou a iniciativa dizendo que "essa é uma contribuição para a alma da cidade". O secretário estadual da Cultura, Luiz Antonio de Assis Brasil, disse que "a obra tem um valor estético para a memória coletiva de Porto Alegre". Para o historiador e arquiteto Arnoldo Doberstein, o prédio é particularmente importante para a história da arquitetura de Porto Alegre. Segundo Poltosi & Roman, do Centro de Memória do Conselho de Arquitetura e Urbanismo do Rio Grande do Sul, sua variedade de elementos empresta dinamismo à sua extensa fachada e suas qualidades estéticas o colocam como "um dos mais destacados exemplares da arquitetura eclética em Porto Alegre".